# Кэри, Малачи
Малачи Кэри (англ. Malachy Carey; 1956, Лафгиль — 12 декабря 1992, Баллимони) — член Ирландской республиканской армии (её «временного» крыла), политик партии Шинн Фейн.

## Биография
В 1977 году, в возрасте 21 года он был брошен в тюрьму Крамлин-Роуд. Он стал участником одеяльного протеста, который перерос в массовую голодовку. Состоял в группе Бобби Сэндса, устроившей две голодовки. Занимал должность своеобразного курьера, вёл дневник и записывал всё происходящее. Сокамерниками был прозван «Костюмчиком» (англ. The Suitcase). Одним из руководителей Шинн Фейн, Джимом Гибни, классифицировался как «сильный, надёжный и важный элемент команды Бобби Сэндса».
В 1987 году освобождён, принял участие в парламентских выборах от своей деревни. За свою деятельность неоднократно получал угрозы расправы. 12 декабря 1992 банда лоялистов всё-таки расстреляла Кэри в Баллимони, о чём сообщила республиканская газета An Phoblacht (партия Шинн Фейн обвинила и спецслужбы в подготовке покушения). Одно из отделений партии стало носить его имя.